# Джуліо Браво Юбіні
Хуліо Браво Юбіні (Julio Bravo Yubini) — чилійський дипломат. Надзвичайний і Повноважний Посол Чилі в Польщі (з 2017) та в Україні (з 2018) за сумісництвом.

## Життєпис
Дипломат має ступінь з історії та географії. Він вивчав міжнародні зв'язки в Дипломатичній академії при Міністерстві закордонних справ Чилі та служив у посольствах Чилі в Таїланді, Перу, Аргентині та США. 
У серпні 2017 року він отримав своє перше призначення на посаду посла в Польщі. 
13 вересня 2017 року вручив вірчі грамоти Президенту Польщі Анджею Дуді
29 січня 2018 року вручив вірчі грамоти президенту Литви Далі Грибаускайте.
23 лютого 2018 року вручив копії вірчих грамот заступнику міністра закордонних справ України Сергію Кислиці.
23 лютого 2018 року вручив вірчі грамоти Президенту України Петрові Порошенку.